# Novigrajsko morje
Novigrajsko morje (hrvaško Novigradsko more, tudi Novigradsko jezero) je zaliv Jadranskega morja v severni Dalmaciji.
Novigrajsko morje leži v spodnjem toku reke Zrmanje na nadmorski višini 0 m. Njegova površina meri 28,6 km². Dolgo je okoli 10 km, široko 4 do 4,5 km, globoko pa do 28 m. Vanj se izliva Zrmanja, ki nato na njegovem severozahodu odteka v 3,8 km dolgo Novsko ždrilo preko katerega je Novigrajsko morje povezano z Velebitskim kanalom. Na jugozahodni strani pa je s Karinsko ožino povezano s Karinskim morjem. Severne in vzhodne obale Novigrajskega morja so strme, zahodne in južne pa bolj položne. Na njegovi obali ležijo naselja Maslenica, Novigrad in Posedarje. Zaradi mešanja slane in sladke vode je morje bogato z ribami in školjkami.